# BT-43
BT-43は、第二次世界大戦期のフィンランドで試作された装甲兵員輸送車である。

## 概要
1943年3月、フィンランド陸軍は冬戦争及び継続戦争で鹵獲したソビエト連邦製BT-7戦車20輌を、装甲兵員輸送車への改造を要求したところ、5月参謀本部は14輌の改造を承認した。11月には試作車が完成した。
砲塔を撤去し、床が木製の兵員室を車体上部に設置。兵員室後部に乗降用のドアが設けられた。テストの結果性能不足とされ、量産されず、試作車（車体番号Ps.611-1）も1945年5月には退役した。